# Nguyễn Phúc Trinh Nhu
Nguyễn Phúc Trinh Nhu (chữ Hán: 阮福貞柔; 15 tháng 10 năm 1840 – 21 tháng 4 năm 1902), phong hiệu Mỹ Trạch Công chúa (美宅公主), là một công chúa con vua Minh Mạng nhà Nguyễn trong lịch sử Việt Nam.

## Tiểu sử
Hoàng nữ Trinh Nhu sinh ngày 20 tháng 9 (âm lịch) năm Canh Tý (1840), là con gái thứ 61 của vua Minh Mạng, mẹ là Cung nhân Lê Thị Thông (không rõ lai lịch). Công chúa là người con duy nhất của bà Cung nhân.
Công chúa Trinh Nhu lấy chồng là Phò mã Đô úy Nguyễn Thường Giảng, không rõ năm nào, ước chừng là khoảng năm Tự Đức thứ 10 (1857). Công chúa và phò mã có với nhau ba người con trai. Thời gian bà được sách phong làm Mỹ Trạch Công chúa (美澤公主) cũng không được sử sách ghi lại.
Dưới triều vua Thành Thái, năm Nhâm Dần (1902), ngày 14 tháng 3 (âm lịch), công chúa Trinh Nhu qua đời, thọ 63 tuổi, thụy là Mỹ Thục (美淑). Tẩm mộ của công chúa hiện tọa lạc tại phường Thủy Xuân, Huế.